# Disraeli (ciudad)
Disraeli es una ciudad de la provincia de Quebec, Canadá. Está ubicada en el municipio regional de condado de Les Appalaches y a su vez, en la región administrativa de Chaudière-Appalaches. Hace parte de las circunscripciones electorales de Lotbinière-Frontenac a nivel provincial y de Mégantic−L'Érable a nivel federal.

## Geografía
Disraeli se encuentra ubicada en las coordenadas 45°54′00″N 71°21′00″O / 45.90000, -71.35000. Según Statistics Canada, tiene una superficie total de 6.91 km² y es una de las 1135 municipalidades en las que está dividido administrativamente el territorio de la provincia de Quebec.

## Demografía
Según el censo de Canadá de 2011, había 2502 personas residiendo en esta ciudad con una densidad de población de 362,1 hab./km². Los datos del censo mostraron que de las 2564 personas censadas en 2006, en 2011 hubo una disminución poblacional de 62 habitantes (+2,4%). El número total de inmuebles particulares resultó de 1280 con una densidad de 185,24 inmuebles por km². El número total de viviendas particulares que se encontraban ocupadas por residentes habituales fue de 1188.